# 62 Erato
Erato /ˈɛrətoʊ/ (định danh hành tinh vi hình: 62 Erato) là một tiểu hành tinh lớn và tối ở vành đai chính, thuộc nhóm tiểu hành tinh Themis, có đường kính khoảng 95 km. Các trắc quang trong giai đoạn 2004-2005 cho thấy chu kỳ quay của nó là 9,2213 ± 0,0007 giờ với độ lớn biên độ là 0,116 ± 0,005. Thành phần cấu tạo của nó dường như bằng cacbonat. Nó quay quanh Mặt Trời với chu kỳ là 5,52 năm, bán trục chính là 3,122 AU và độ lệch tâm là 0,178. Mặt phẳng quỹ đạo nghiêng một góc 2,22 ° so với mặt phẳng hoàng đạo.
Erato là tiểu hành tinh đầu tiên được ghi nhận là đồng phát hiện, bởi Oskar Lesser và Wilhelm J. Forster vào ngày 14 tháng 9 năm 1860 từ Đài thiên văn Berlin và là tiểu hành tinh duy nhất do họ phát hiện. Cái tên gọi của Erato được chọn bởi Johann Franz Encke, giám đốc đài thiên văn và nó được đặt theo tên Erato, nữ thần bảo trợ thơ ca trữ tình trong thần thoại Hy Lạp. Nó cũng đã được phân loại là một tiểu hành tinh Eoan.